# Alois Grillmeier
Alois Grillmeier,  SJ (1. ledna 1910, Pechbrunn, Horní Falc – 13. září 1998, Unterhaching, Horní Bavorsko) byl bavorský jezuita, teolog a kardinál.

## Stručný životopis
Po gymnaziálních studiích v Řezně vstoupil v dubnu 1929 do noviciátu Tovaryšstva Ježíšova. Po studiích a proběhlé řeholní formaci byl v roce 1937 vysvěcen na kněze. Postgraduální studia absolvoval ve Frankfurtu, Římě a Friburgu. Roku 1942 získal doktorát z teologie, pak musel dva roky sloužit v armádě na východní frontě jako zdravotník. Již v roce 1944 začal vyučovat dogmatickou a fundamentální teologii, v letech 1950-1978 byl profesorem na Philosophisch-Theologische Hochschule Sankt Georgen ve Frankfurtu. Jako teologický poradce limburského biskupa Wilhelma Kempfa se zúčastnil druhého vatikánského koncilu, kde se podílel především na formulaci konstituce Lumen gentium. Byl redaktorem teologcikých časopisů Scholastik (1964-1965) a Theologie und Philosophie (1966-1977). V letech 1972 - 1979 byl konzultorem vídeňské fundace Pro Oriente. V roce 1993 se stal korepondenčním členem Bavorské akademie věd. Roku 1994 jej papež Jan Pavel II., jehož poznal již v průběhu koncilu, kreoval kardinálem. Vzhledem k věku 84 let již nebyl kardinálem-volitelem a podobně jako jiní jezuitští kardináové se nechal dispenzovat od povinnosti přijmout biskupské svěcení.

## Dílo
- Das Konzil von Chalkedon. Geschichte und Gegenwart. Hrsg. Alois Grillmeier - Heinrich Bacht, 3 sv. Würzburg 1951–1954;
- Der Logos am Kreuz. Zur christologischen Symbolik der älteren Kreuzigungsdarstellung. München 1956.
- Licht der Völker? Das Kirchenverständnis des Vaticanum II. Kevelaer 1965.
- Christ in Christian Tradition. 1965; 2. vyd. London/Oxford 1975.
  - přepracované vydání: Jesus der Christus im Glauben der Kirche. 3 díly v 5 svazcích, Herder, Freiburg, 1979n. - Jde o jeho nyjvýznamnější dílo.
- Wandernde Kirche und werdende Welt. Bachem, Köln, 1968.
- Ermeneutica moderna e cristologia antica. Brescia 1973.
- Mit ihm und in ihm. Christologische Forschungen und Perspektiven. Herder, Freiburg 1975.
- Fragmente zur Christologie. Studien zum altkirchlichen Christusbild. Herder, Freiburg 1997.